# Fønike
Fønike eller Foinike (oldgræsk: Φοινίκη) var en antik græsk by i Epirus og hovedstad for chaonierne. Byen ligger højt på en næsten uindtagelig bakke med udsigt over den frugtbare dal nedenfor og tæt på den moderne by af samme navn, Finiq, i det sydlige Albanien. Det var den rigeste by i Epirus og havde de stærkeste mure indtil den romerske erobring. Det var stedet for Freden i Fønike, som afsluttede den Første Makedoniske Krig. Byen er en del af en arkæologisk park.